# Lino Tempelmann
Lino Stanley Tempelmann (* 2. Februar 1999 in München) ist ein deutscher Fußballspieler. Er steht seit Januar 2025 bei Eintracht Braunschweig unter Vertrag.

## Karriere
Tempelmann spielte im Jugendbereich für die Münchner Vereine FC Bayern, SpVgg Unterhaching und TSV 1860. Für den TSV 1860 kam er zu Beginn der Saison 2017/18 in der Regionalliga Bayern zu sechs Einsätzen, verließ den Klub aber noch Ende August 2017, um zum SC Freiburg zu wechseln. Dort spielte er die restliche Saison für die U19 des Klubs, 2018 rückte er ins Regionalligateam auf, fehlte dort aber nach einer im Februar 2018 notwendig gewordenen Knieoperation monatelang. Zur Saison 2019/20 wurde er in den Freiburger Bundesligakader aufgenommen und stand im Oktober 2019 beim Heimspiel gegen RB Leipzig in der Startelf. Sein Bundesligadebüt dauerte nur 34 Minuten, bevor er durch Vincenzo Grifo ersetzt wurde. In der Saison 2020/21 kam Tempelmann unter Trainer Christian Streich zu zehn weiteren Einsätzen für die erste Mannschaft des Sportclubs, insbesondere nach Einwechslungen.
Zur Spielzeit 2021/22 schloss sich Tempelmann für zwei Spielzeiten leihweise dem deutschen Zweitligisten 1. FC Nürnberg an. In Nürnberg avancierte Tempelmann zum Stammspieler und wurde zum Ende der Saison 2022/23 vertretungsweise Mannschaftskapitän.
Im Sommer 2023 wechselte er zum FC Schalke 04 und unterschrieb dort einen Vertrag bis 2026.
Anfang Januar 2025 wechselte er leihweise bis zum Ende der Saison 2024/25 zum Ligakonkurrenten Eintracht Braunschweig. Er absolvierte 16 Ligaspiele (alle von Beginn), in denen er sechs Tore erzielte. Die Braunschweiger mussten in die Relegation um den Abstieg in die 3. Liga. Tempelmann erzielte beim 2:0-Hinspielsieg gegen den 1. FC Saarbrücken ein Tor und kam auch im Rückspiel, das nach Verlängerung 2:2-Unentschieden endete, über die volle Spielzeit zum Einsatz. Nach dem Klassenerhalt wurde er zur Saison 2025/26 fest verpflichtet und mit einem Vertrag bis zum 30. Juni 2028 ausgestattet.

## Titel
- Meister der Regionalliga Südwest und Aufstieg in die 3. Liga: 2021 (SC Freiburg II)
- Deutscher A-Junioren-Pokalsieger: 2018 (SC Freiburg)